# Dilocerus brunneus
Dilocerus brunneus är en skalbaggsart som beskrevs av Dilma Solange Napp och Martins 2006. Dilocerus brunneus ingår i släktet Dilocerus och familjen långhorningar. Inga underarter finns listade i Catalogue of Life.